# Nationale Basiliek van Tewatte
De Nationale Basiliek van Tewatte of Onze-Lieve-Vrouw-van-Lankabasiliek (Engels: National Basilica of Our Lady of Lanka, Singalees: ලංකාවේ අප ස්වාමිදුවගේ බැසිලිකාව) is een rooms-katholiek kerkgebouw in Tewatte buiten Colombo in Sri Lanka. Het is een basilica minor gewijd aan Maria als Onze-Lieve-Vrouw-van-Lanka, beschermheilige van Sri Lanka.

## Geschiedenis
Op de plaats van de huidige basiliek werd in 1911 een kapel gewijd aan Maria gebouwd die in 1917 werd uitgebouwd tot Lourdesgrot. Deze plaats groeide uit tot een bedevaartsoord voor de katholieken van Colombo en in de jaren 1930 werd er een kerk gebouwd.
Jean-Marie Masson, de aartsbisschop van Colombo, vatte het plan op een basiliek te bouwen op deze plaats uit dank dat Sri Lanka grotendeels ongeschonden uit de Tweede Wereldoorlog was gekomen. In 1946 bekwam hij toelating van paus Pius XII om een basiliek ter ere van Onze-Lieve-Vrouw-van-Lanka te bouwen. In 1948 riep de paus Onze-Lieve-Vrouw-van-Lanka uit tot patroonheilige van het land. De rubberplantage rond het bestaande schrijn van Tewatte werd aangekocht en onze aartsbisschop Thomas Cooray, de opvolger van Masson, werd begonnen met de bouw. De eerste steen werd gelegd in 1950. In 1973 gaf paus Paulus VI de titel van basilica minor aan Tewatte en het jaar erop was de bouw voltooid.
In 1995 bezocht paus Johannes Paulus II de basiliek.

## Beschrijving
Het kerkgebouw is ontworpen door pater Heras in een eclectische stijl met elementen uit diverse Aziatische religieuze gebouwen. Boven zes pilaren is er een groot oculus waarvoor een bronzen beeld van de gekruisigde Christus van beeldhouwster Leila Peiris is geplaatst. Aan de zijkanten zijn er twee torens met goudkleurige koepels. Het grondplan van de kerk is een kruisvorm en centraal is er een grote koepel bekroond met een orthodox kruis. Voor de kerk staan standbeelden van aartsbisschoppen Masson en Cooray.
In de kerk is er een levensgroot beeld van Onze-Lieve-Vrouw-van-Lanka en verder 45 bronzen bas-reliëfs van Sarath Chandrajeewa die de geschiedenis van het christendom in Sri Lanka voorstellen. In de crypte van de basiliek is aartsbisschop Masson begraven.
Op het terrein van de basiliek staan ook een nieuwe Lourdesgrot uit 1959 en een museum.